# Schistidium dominiii
Schistidium dominiii là một loài Rêu trong họ Grimmiaceae. Loài này được Vilh. mô tả khoa học đầu tiên năm 1922.